# Menudo (gastronomia)
Il menudo, o pancita (dallo spagnolo panza) è una zuppa tradizionale a base di trippa tipica di vari paesi di lingua spagnola, ovvero dell'America Latina, Messico in particolare, della Spagna e delle Filippine. 

## Varianti
A seconda del paese esistono diverse varianti e può essere chiamato anche guatita (Cile ed Ecuador), mondongo o callos. L'ingrediente principale è la trippa di manzo. Nella versione messicana è preparata in brodo con una base di peperoncini rossi piccanti, lime, cipolla tritata, con aggiunta di coriandolo tritato e origano. 

## Utilizzo
Il menudo è solitamente consumato con tortilla di mais o altri tipi di pane come il bolillo. La zuppa è spesso raffreddata e poi riscaldata, ottenendo così un sapore più concentrato. La popolarità del menudo in Messico è tale che il paese è il maggior importatore di trippa bovina dagli Stati Uniti e dal Canada.
In Messico è tradizionalmente servito in occasioni sociali speciali o in famiglia, in particolare al mattino. In certi casi è usato come rimedio per i postumi dell'ubriachezza.
La pietanza dà anche il titolo a un racconto omonimo di Raymond Carver, della raccolta Elefante e altri racconti (Elephant and Other Stories, Harvill, London, 1988, edito in italiano come: Chi ha usato questo letto (Garzanti, 1992)).